# Saint-Priest-les-Fougères
Saint-Priest-les-Fougères är en kommun i departementet Dordogne i regionen Nouvelle-Aquitaine i sydvästra Frankrike. Kommunen ligger i kantonen Jumilhac-le-Grand som tillhör arrondissementet Nontron. År 2022 hade Saint-Priest-les-Fougères 376 invånare.

## Befolkningsutveckling
Antalet invånare i kommunen Saint-Priest-les-Fougères
Referens:INSEE